# 立花鑑寿
立花 鑑寿（たちばな あきひさ）は、筑後国柳河藩の第8代藩主。
第7代藩主・立花鑑通の5男。母は側室後藤氏または尚賢院（伊弥子・商家中村氏の娘）。正室は立花致真（よしざね）の娘・美勢子（天寿院。従姉妹にあたる）。子女は寿俶（次男）、娘（立花鑑賢正室）、娘（京極高朗正室のち大久保忠保継室のち安藤信義継室）ら2男3女。
幼名は常之進、通称は図書。諱は、初め父・鑑通の1字を受け通尹（なおただ）、藩主就任時に（それまでの藩主が代々通字の｢鑑｣を使用していたのに倣い）鑑寿と名乗る。

## 生涯
明和6年3月25日（1769年5月1日）出生。母は「寛政重修諸家譜」では側室後藤氏ということになっているが、『三百藩藩主人名事典』では尚賢院（伊弥子・商家中村氏の娘）。
はじめ叔父で家臣となった立花通堅（兵部、第5代藩主・貞俶の十男）の養子となっていたが、寛政5年（1793年）8月に兄で嫡子だった鑑一が父に先立って江戸で死去し、もう一人の兄である通厚が嗣子になることを辞退したために同年11月に嗣子に選ばれ、12月に徳川家斉に初めて御目見えする。

### 藩主時代
寛政9年（1797年）閏7月22日、父の隠居により藩主となると家老小野勘解由を信任し、小野が実権を握る。
これより先、家老で姉婿でもある立花寿賰（内膳）と戸次通栄（織衛）（後に立花氏を下賜）らが豪傑組を組織して藩政改革を行ったが、その厳罰主義と党派的画策に対して藩内で不満が表面化した。これを受けて小野は家老の立花内膳と戸次通栄（織衛）を解職し、さらに寺社奉行2名に蟄居、物頭戸次半ら11名に逼塞を命じている（豪傑崩れ）。しかしあまりにやりすぎたため、家中で反対意見も強く、同年末には早々と立花寿賰ら多くが復職した。
寛政11年（1799年）9月、亡兄・鑑一の遺児である鑑賢を養嗣子として迎えた。その後は藩札を発行するなどしている。また、文化元年（1804年）には戸次通栄に立花姓を許可する。
文政3年4月29日（1820年6月9日）、江戸にて死去した。享年52。跡を養嗣子の鑑賢が継いだ。

## 官位履歴
- 寛政5年12月28日（1793年） -従五位下伯耆守に叙任。
- 寛政8年12月19日（1796年）-従四位下に昇任。
- 寛政9年11月5日（1797年）-左近将監に転ず。

## 正室にまつわる逸話
「珍書刊行叢書」に掲載される万延元年（1860年）著の「街談文々集要」では文化4年（1807年）3月16日に立花左近将監夫人（時代的には正室の美勢子を指す）が日暮里の青雲寺稲荷を参詣中に抜き身を持った足軽風の男が乱入し、夫人の供先が討ち果たす事件が起こったとされる。

## 系譜
- 父：立花鑑通（1730-1798）
- 母：後藤氏
- 養父：立花通堅（1742-?）
- 正室：美勢子、天寿院 - 立花致真の娘
  - 女子：立花鑑賢正室
- 生母不明の子女
  - 次男：立花寿俶（1801-1831）
  - 女子：さち子 - 京極高朗正室後に大久保忠保継室後に安藤信義継室
- 養子
  - 男子：立花鑑賢（1789-1830） - 立花鑑一の長男

## 偏諱を与えられた人物
- 立花寿賰（姉婿、通称：内膳）
- 立花寿俶（次男）